# شهرستان یانچی

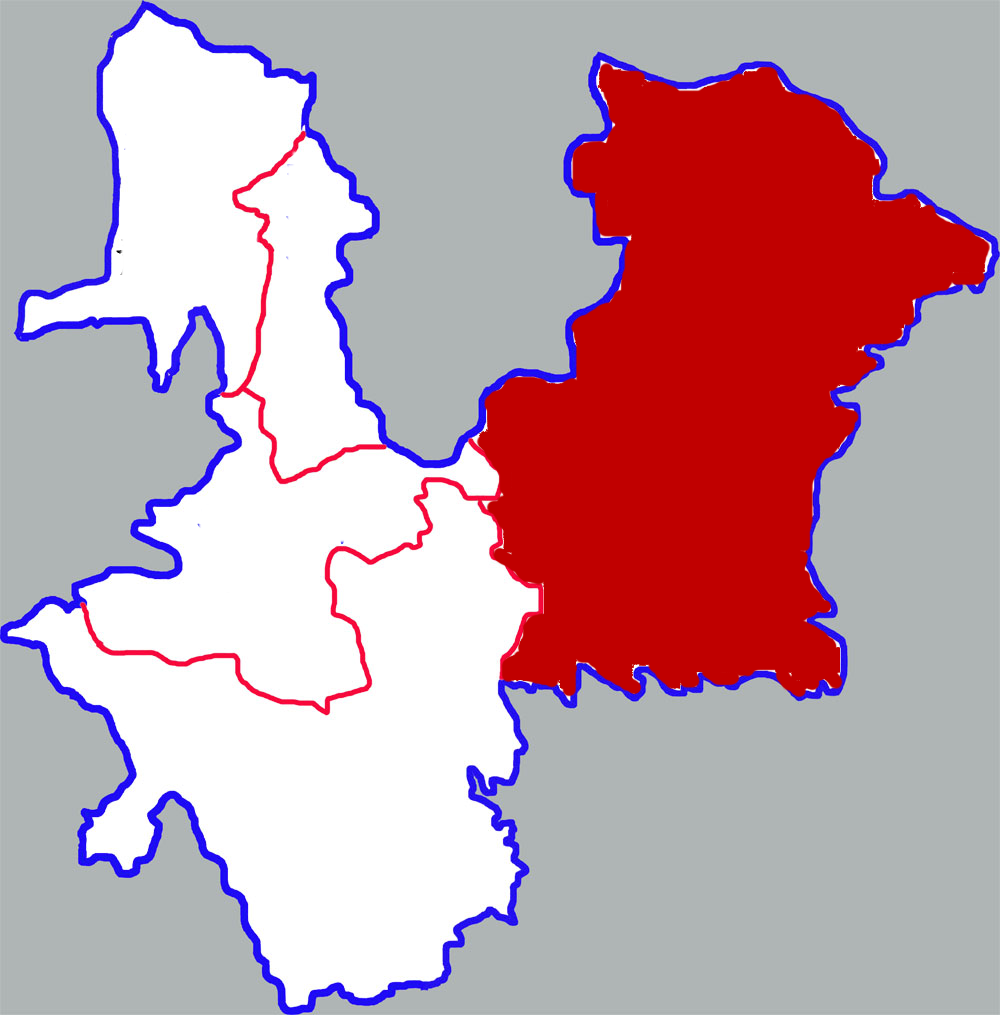
شهرستان یانچی

شهرستان یانچی (به لاتین: Yanchi County) یک شهرستان‌های جمهوری خلق چین در چین است که در ووژانگ واقع شده‌است.